# Laghetto delle Conche
Il laghetto delle Conche è un lago di miniera (ossia un lago formatosi all'interno di una miniera) situato sull'isola d'Elba a nord di Rio Marina, nel cuore del parco minerario dell'Isola d'Elba.
Lo specchio d'acqua si è formato presso uno dei pozzi di scavo delle miniere di  Rio Albano, dove venivano estratte ematite, pirite, siderite e limonite.
Il lago si caratterizza per la particolare colorazione dell'acqua, che risulta diffusamente rossa con riflessi violacei in prossimità delle sponde, dove sono presenti elevate concentrazioni di elementi contenenti ferro.